# 宮城県塩釜女子高等学校
宮城県塩釜女子高等学校（みやぎけんしおがまじょしこうとうがっこう）とは、かつて宮城県塩竈市泉ヶ岡にあった県立女子高等学校である。

## 設置学科
- 全日制普通科

## 沿革
- 1929年（昭和4年） - 塩竈実科高等女学校として開校
- 1948年（昭和23年） - 宮城県塩釜女子高等学校に名称変更。
- 2010年（平成22年） - 旧宮城県塩釜高等学校と統合し（新たに共学制の宮城県塩釜高等学校として開校された）、閉校。2010年に開校された統合校である、現・塩釜高等学校では、旧塩釜高と旧女子高の両校舎をそのまま継承し、本校跡地は統合校の東キャンパスとなった。

## 卒業生
- 佐藤渚（TBSアナウンサー・元アイドル）

## 統合・共学化問題
旧宮城県塩釜高等学校と宮城県塩釜女子高等学校は2010年に統合され、新たに共学校としての宮城県塩釜高等学校となった。
新たな「宮城県塩釜高等学校」では、普通科とビジネス科（旧塩釜商業科より改編）が設置され、東キャンパス（旧女子高）と西キャンパス（旧塩釜高）の2キャンパス制となり、当面は主に1年次が東キャンパス、主に2年次以降が西キャンパスへ通学する形となった。